# Hauträskbäcken
Hauträskbäcken (soms ook Hauån en Hauträskån) is een van de (relatief) kleine riviertjes/beekjes die het Zweedse eiland Gotland rijk is. Haar afwateringsgebied, dat ligt in het gebied Fleringe,  wordt gevormd door de noordoostelijke punt van het eiland.  De rivier is genoemd naar de boerderijen Hau alwaar Carl Linnaeus in 1741 is geweest. Ze voert vanuit het westen water aan naar het meer Hau träsk, aan de oostkant voert het water af naar de Fårösund, een zeestraat van de Oostzee. De lengte is ongeveer 2,5 km, de doorvoer door het meer meegerekend. De bovenloop staat in de zomer soms droog, de rivier is daar nauwelijks een meter breed. 